# Cilongok (Cilongok)
Cilongok is een bestuurslaag in het regentschap Banyumas van de provincie Midden-Java, Indonesië. Cilongok telt 8284 inwoners (volkstelling 2010).